# Bellebat
Bellebat é uma comuna francesa na região administrativa da Nova Aquitânia, no departamento da Gironda. Estende-se por uma área de 4,79 km². Em 2010 a comuna tinha 270 habitantes (densidade: 56,4 hab./km²).